# 豊富パーキングエリア
豊富パーキングエリア（とよとみパーキングエリア）は、兵庫県姫路市の播但連絡道路上のパーキングエリア。
なお、北行きは山陽姫路東ICに併設されているが、山陽自動車道から播但連絡道路へ流入する際や山陽姫路東ICを降りる際は利用できず、当パーキングエリアから山陽自動車道流入もできない。

## 所在地
姫路市豊富町御蔭

## 道路
- E95 播但連絡道路

## 施設
南行きは2019年11月1日にコンビニエンスストア「デイリーヤマザキ」がオープン。
- テイクアウト屋台（北行き10:00 - 15:00、定休日：水曜日）
- 売店・軽食（南行き10:00 - 17:00、定休日：水曜日）
- 自動販売機
- 公衆電話
- トイレ
  - 北行き：男性大2・小5、女性5、身障者用1（男女共用）
  - 南行き：男性大2・小5、女性5、身障者用2（男性1、女性1）
- 駐車場
  - 北行き：普通車28台、身障者用2台、 大型車10台
  - 南行き：普通車30台、身障者用2台、 大型車12台

## 隣
E95 播但連絡道路
(2) 花田IC/花田TB - (3) 山陽姫路東IC/豊富PA（北行き） - 豊富PA（南行き） - (4) 豊富ランプ